# RIDE ON THE EDGE
《RIDE ON THE EDGE》是KISHOW和e-ZUKA的搖滾團體GRANRODEO的第一張專輯。
這張專輯裡收錄了許多遊戲和動漫的主題曲及插曲。除了之前發行的單曲和c/w曲，專輯裡另外也收錄了全新創作和重新編曲及錄製的歌曲。

## 收錄曲
- 作詞：谷山紀章、作曲・編曲：飯塚昌明（特記以外）

1. RIDE ON…（instrumental）
2. 慟哭ノ雨 （慟哭之雨）
  - 動畫『戀愛天使安琪莉可～心覺醒之時～』的片頭曲。
3. Infinite Love
  - 動畫『戀愛天使安琪莉可～閃耀的明日～』的片頭曲。
4. 未完成のGUILTY “style GR”
  - 動畫『你所期望的永遠』主角鳴海孝之的角色歌。這裡收錄的是重新編曲及錄製的版本。
5. シルエット （Silhouette）
  - 單曲「慟哭ノ雨」的c/w曲。
6. Go For It! “style EDGE”（作詞：mavie）
  - 動畫『IGPX』的片頭曲。這裡收錄的是重新錄製的版本。
7. 059/21
  - 新曲。
8. 紫炎
  - 單曲「Infinite Love」的c/w曲。
9. EDGE OF…（instrumental）
10. RIDE ON THE EDGE
  - 新曲。
11. LAST SMILE “style GR” 
  - 動畫『你所期望的永遠』主角鳴海孝之的角色歌。這裡收錄的是重新編曲及錄製的版本。
12. DECADENCE
  - OVA『鬼公子炎魔』的片尾曲。
13. Vanessa
14. mistake
  - 單曲「Go For It!」的c/w曲。
15. Once&Forever
  - 電腦遊戲『Muv-Luv Alternative Chronicles』的主題曲。
16. ケンゼンな本能 （健全的本能）
  - 單曲「DECADENCE」的c/w曲。
17. Two of us
  - 新曲。